# One Caress
One Caress este o piesă a formației britanice Depeche Mode. Piesa a apărut pe albumul Songs of Faith and Devotion, în 1993.